# Беккум
Беккум (нем. Beckum) — город в Германии, в земле Северный Рейн-Вестфалия.
Подчинён административному округу Мюнстер. Входит в состав района Варендорф. Население составляет 36 736 человек (на 31 декабря 2010 года). Занимает площадь 111,39 км². Официальный код — 05 5 70 008.
Город подразделяется на 4 городских района.